# Đông, Trung Sơn

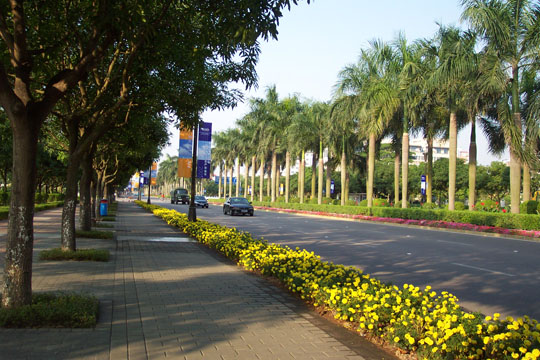
Đường Hưng Trung ở khu Đông

Đông (chữ Hán giản thể: 东区, âm Hán Việt: Đông khu) là một nhai đạo thuộc địa cấp thị Trung Sơn, tỉnh Quảng Đông, Cộng hòa Nhân dân Trung Hoa. Nhai đạo Đông nằm ở trung bộ Trung Sơn, giáp Hải Khẩu, Nam Lang, Ngũ Quế Sơn, Nam, Thạch Kỳ. Nhai đạo này có diện tích 72 km², dân số thường trú là 80.000 người. Đây là trung tâm hành chính của Trung Sơn. 